# Saint-Thomas (Aisne)
Saint-Thomas – miejscowość i gmina we Francji, w regionie Hauts-de-France, w departamencie Aisne.
Według danych na styczeń 2014 roku gminę zamieszkiwało 107 osób, a gęstość zaludnienia wynosiła 42,8 osób/km².